# Нурумбал (Семісолинське сільське поселення)
Нурумба́л (рос. Нурумбал, марій. Нурӱмбал) — присілок у складі Моркинського району Марій Ел, Росія. Входить до складу Семісолинського сільського поселення.

## Населення
Населення — 117 осіб (2010; 124 у 2002).
Національний склад (станом на 2002 рік):
- лучні марійці — 97 %